# Park Yeonghan
Bak Yeong-han (hangeul : 박영한), né le 14 septembre 1947 à Busan en Corée du Sud et mort le 23 août 2006, est un écrivain sud-coréen. 

## Biographie
Bak Yeong-han est né le 14 septembre 1947 à Busan en Corée du Sud. Il a obtenu un diplôme en littérature coréenne à l'université Yonsei à Séoul. Il a postulé à la faculté de droit de l'université Korea, mais a été refusé ; il a passé ensuite trois ans à voyager dans la campagne coréenne en vivant d'un travail d'ouvrier et en fréquentant des prostituées, des petits voleurs, des vagabonds et autres inadaptés sociaux. Il a été finalement admis à l'université Yonsei, mais deux jours après son inscription, il s'est porté volontaire pour servir dans la Guerre du Vietnam. Après son retour en Corée, il a écrit La rivière Ssongba au loin (Meonameon ssongbagang, 1977) sur la base de son expérience de la guerre. Avec ce roman vendu à plus de 100 000 exemplaires, il a reçu le « prix de l'écrivain d'aujourd'hui » qui lui a permis de gagner une soudaine notoriété.
En 1988, il remporte le Prix Dong-in pour Une saison en enfer (Jiogeseo bonaen hancheol).
Il est décédé le 23 août 2006 .

## Œuvre
L'Institut Coréen de Traduction Littérature en Corée du Sud présente son œuvre de cette manière :
Le monde littéraire de Bak Yeong-han est en grande partie inspiré par son expérience et peut être divisé en différents groupes thématiques ou stylistiques en fonction de celles-ci. On distingue d'abord les romans d'amour, notamment Un amour au village Umukbaemi (Umukbaemiui sarang) et La famille de Wang Lung (Wangnung ilga, 1988), qui sont des récits largement influencés par la vie de l'auteur dans le village de Ssukbaemi situé dans la banlieue de Séoul ; il présente de façon réaliste la vie quotidienne des gens ordinaires évoluant à la périphérie de la modernisation incarnée par Séoul ; son langage est descriptif et souvent humoristique. Ce style marque une rupture avec le style d'écriture concis utilisé dans La rivière Ssongba au loin (Meonameon ssongbagang). Ses thématiques sont aussi variées que les expériences qu'il a eues dans sa vie. Il a montré un intérêt particulier pour la corruption de l'humanité par les forces extérieures, qu'il s'agisse d'une guerre idéologique comme décrit dans La rivière Ssongba au loin ou de l'industrialisation rurale dans Umukbaemi
Il est connu pour son style d'écriture « honnête », évitant l'expérimentation et étant davantage intéressé par la narration d'expériences réelles que par la pure fiction .

### Nouvelles
- 지상의 방 한 칸 Une chambre sur la terre (1988)
- 지옥에서 보낸 한 철 Une saison en enfer (1988)

### Romans
- 머나먼 쏭바강 La rivière Ssongba au loin (1977)
- 인간의 새벽 L'aube de l'humanité (1980)
- 노천에서 En plein air (1981)
- 쓸쓸한 자유인 Un homme libre seul (1983)
- 열아홉의 날개 La dix-neuvième aile (1985)
- 왕릉일가 La famille de Wang Lung (1988)
- 내친구 빠삐용 Mon ami Papillon (1989)
- 아라베스크 Arabesque (1990)